# Hypena reticulata
Hypena reticulata är en fjärilsart som beskrevs av Bethune-Baker 1911. Hypena reticulata ingår i släktet Hypena och familjen nattflyn. Inga underarter finns listade i Catalogue of Life.